# Karen Duve

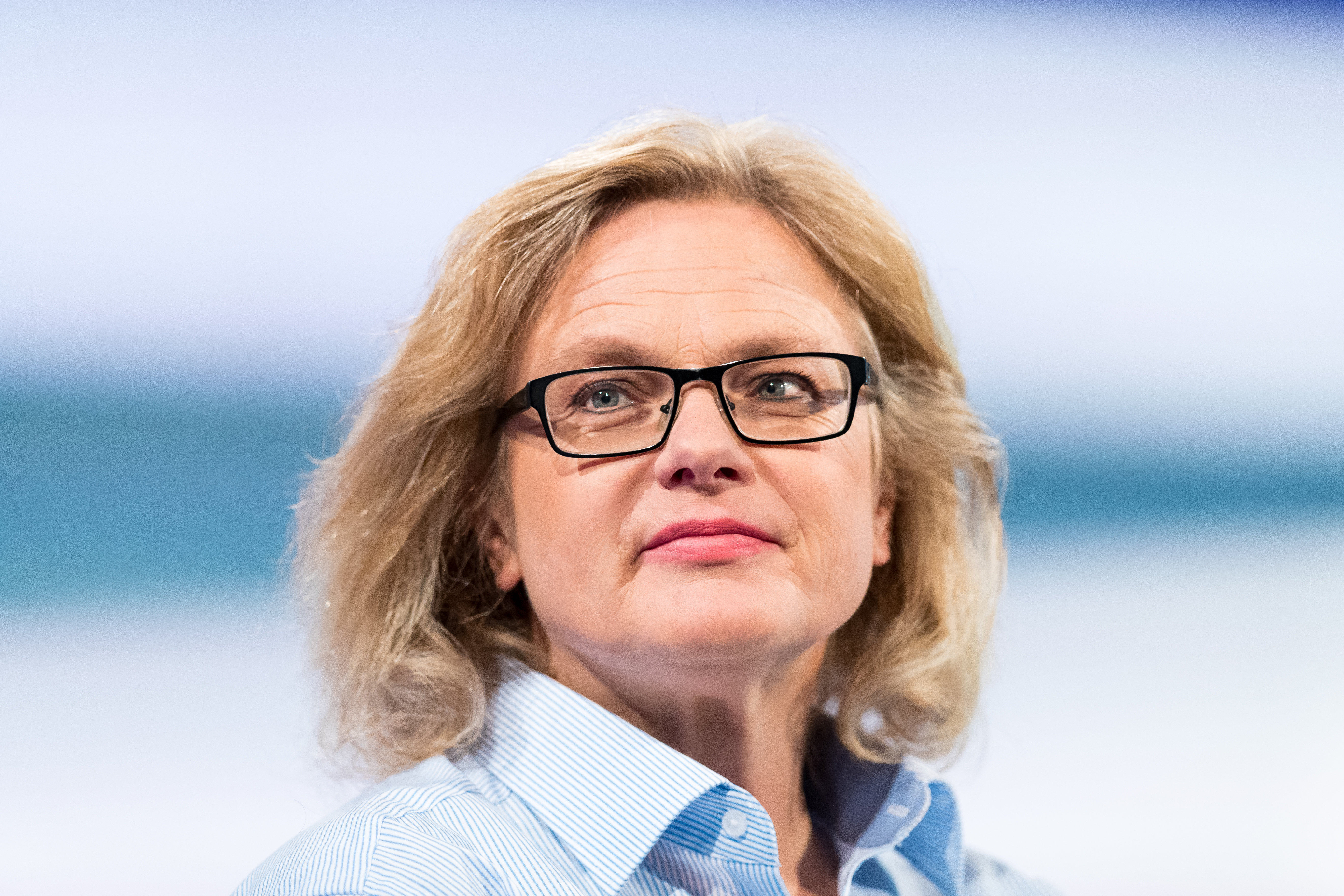
Karen Duve auf der Frankfurter Buchmesse 2018

Karen Duve (* 16. November 1961 in Hamburg) ist eine deutsche Schriftstellerin.

## Biografie
Karen Duve wuchs im Hamburger Stadtteil Lemsahl-Mellingstedt auf. Nach dem Abitur 1981 begann sie auf Wunsch ihrer Eltern eine Ausbildung zur Steuerinspektorin, die sie 1983 ohne Abschluss beendete. Sie arbeitete anschließend in verschiedenen Aushilfstätigkeiten und war 13 Jahre lang Taxifahrerin in Hamburg. Außerdem war sie als Korrektorin für eine Zeitschrift tätig. Seit 1996 ist sie freie Schriftstellerin. Sie lebt seit 2009 in der Märkischen Schweiz (Brandenburg). Duve gehört dem Beirat der humanistischen Giordano-Bruno-Stiftung an.

## Veröffentlichungen
Ihre erste Erzählung, Im tiefen Schnee ein stilles Heim, veröffentlichte Duve 1995. Sie ist auch Teil ihres ersten Buches Keine Ahnung mit Erzählungen bei Suhrkamp. Es folgten zwei Unterhaltungs-Lexika, das der berühmten Tiere und das der berühmten Pflanzen, in Zusammenarbeit mit Thies Völker. Gleichzeitig wurde ihr erster Roman veröffentlicht. Ihr Regenroman erzählt von einer grandios scheiternden Hausrenovierung, unberechenbaren Frauen und einer zutiefst bedrohlichen Natur. Unter dem Namen Regenfälle wurde es am LOT-Theater in Braunschweig und in Berlin im Theaterdiscounter aufgeführt. Ihr nachfolgender Roman Dies ist kein Liebeslied handelt von einer unerwiderten Liebe, aus der ein Scheitern des bisherigen Lebens abgeleitet wird. Bearbeitet und inszeniert von Regisseurin Wenke Hardt wurde der Roman am Berliner Theater unterm Dach und im Societaetstheater Dresden aufgeführt. Die entführte Prinzessin ist ein ironischer Fantasy- und Märchenroman. Die Geschichte von der bettelarmen Prinzessin, die von dem baskarischen Prinzen Diego gefreit wird, wurde von der Kritik überwiegend positiv aufgenommen. Die Welt schrieb in einer Kritik am 26. März 2005, dass Duve mit dieser Erzählung

„… wieder einmal ihr enormes Talent zum Perspektiv- und Stilwechsel vor[führt], [sie] zeigt ungeahnte Heiterkeit, Mut zu schlichter Herzenswärme und rekonstruiert so nebenbei ihr Image als Eis-Prinzessin unter den Fräuleinwundern.“

Die Frankfurter Allgemeine Zeitung urteilte dagegen, dass Duve mit dieser Erzählung zu „märchen- und mädchenhafter Harmlosigkeit“ neige, und kam zu dem Schluss, dass sie mit diesem Roman ihr Erzähltalent verschwende.
Es folgte 2008 der Roman Taxi, in dem sie ihre Erfahrungen im Taxigewerbe verarbeitete. Er wurde 2015 unter dem Titel Taxi von Kerstin Ahlrichs verfilmt.
In Anständig essen beschreibt Duve ihren Selbstversuch, verschiedene ethisch begründete Ernährungsformen wie biologisch, vegetarisch, vegan oder frutarisch auszuprobieren. Im Verlauf der Recherche für das Buch wurde Duve zu einer engagierten Tierschützerin und Vegetarierin. Das Buch wurde überwiegend positiv rezensiert. Einer breiten Öffentlichkeit wurde sie durch vielfache Fernsehauftritte bekannt, in denen sie vehement für eine vegetarische Ernährung eintrat. Mit dem US-amerikanischen Schriftsteller und Vegetarismus-Aktivisten Jonathan Safran Foer begab sie sich auf eine gemeinsame Lesereise.
In ihrem Buch Grrrimm erzählt Duve fünf bekannte Märchen der Brüder Grimm nach. Neben Rotkäppchen unter dem Namen Grrrimm werden die Märchen Bruder Lustig, Dornröschen unter dem Titel Der geduldige Prinz, Schneewittchen als Zwergenidyll und Der Froschkönig unter dem Titel Die Froschbraut frei nacherzählt. Die vier letzten Kurzgeschichten sind bereits früher in Zeitungen und Zeitschriften veröffentlicht worden.
Duve hat drei Kinderbücher geschrieben, zwei Geschichten um den Teddybär „Thomas Müller“, die von Petra Kolitsch illustriert wurden, und das Bilderbuch Bruno Orso fliegt ins Weltall, das Judith Zaugg illustrierte.
Neben ihren Romanen veröffentlichte sie in Anthologien und schrieb Essays und Kurzgeschichten für Zeitungen und Zeitschriften. Ihr langer Essay Warum die Sache schiefgeht erfuhr teilweise harsche Kritik, aber auch viel Lob.
In Macht verarbeitet Karen Duve aus der Sicht eines Psychopathen gesellschaftliche Trends, die sich zu einer Dystopie verdichten. Der Ich-Erzähler des Romans hält seine beruflich erfolgreiche Ehefrau im Keller gefangen, um sich aufzuwerten und um ihren Willen zu brechen. Die Hörbuch-Fassung dazu wird von Charly Hübner gelesen.
Ihr Romanporträt Fräulein Nettes kurzer Sommer, entstanden nach fünfjähriger Recherche und Schreibarbeit, schildert Annette von Droste-Hülshoffs produktive Lebensjahre und erfährt viel Kritikerlob als gelungenes „Zeit- und Gesellschaftsporträt“ und „niemals bildungshubernd“.
Im September 2022 kam der Roman Sisi heraus. Die KuK-Kaiserin Elisabeth erscheint darin gegen den Strich gebürstet, dargestellt als „ein tätowierter Freigeist, der auf ausgedehnten Reisen ausbrach“, und als eine Frau, die „eine der besten und tollkühnsten Reiterinnen ihrer Zeit“ war, und durchaus tüchtig intrigant. 2023 produzierte der Bayerische Rundfunk eine vierteilige Hörspielfassung des Romans, die "die Ambivalenzen der österreichischen Kaiserin auf das Unterhaltsamste herausarbeitet und daher auch den größten Sisi-Muffeln zu empfehlen ist".

## Auszeichnungen
- 1991: Dr.-Hartwig-Kleinholz-Preis für junge Prosa der Stadt Arnsberg
- 1994: Open-Mike-Literaturpreis der Literaturwerkstatt Berlin
- 1995: Bettina-von-Arnim-Preis
- 1996: Gratwanderpreis
- 1997: Stipendium des Heinrich-Heine-Hauses der Stadt Lüneburg
- 2001: Literatur-Förderpreis Hamburg
- 2004: Friedrich-Hebbel-Preis
- 2005: Mitglied der Freien Akademie der Künste in Hamburg (2008 Austritt)
- 2008: Longlist zum Deutschen Buchpreis mit Taxi
- 2008: Hubert-Fichte-Preis der Stadt Hamburg
- 2011: Nominierung für den Preis der Leipziger Buchmesse mit Anständig essen (Kategorie: Sachbuch/Essayistik)
- 2017: Kasseler Literaturpreis für grotesken Humor
- 2019: Carl-Amery-Literaturpreis[17]
- 2019: Düsseldorfer Literaturpreis für Fräulein Nettes kurzer Sommer
- 2019: Solothurner Literaturpreis
- 2023: Walter Kempowski Preis für biografische Literatur des Landes Niedersachsen. Duve komme den Menschen von einst in ihren biografischen Romanen ganz nahe, heißt es in der Begründung.[18]

## Werke

### Bücher
- Im tiefen Schnee ein stilles Heim. Eine Erzählung. Achilla Presse, Hamburg 1995, ISBN 3-928398-27-X.
- Bruno Orso fliegt ins Weltall. Eine Bildergeschichte. Illustrationen von Judith Zaugg. Maro, Augsburg 1997, ISBN 3-87512-658-0.
- (mit Thies Völker) Lexikon berühmter Tiere. Eichborn, Frankfurt am Main 1997, ISBN 3-8218-0505-6. (als Taschenbuch 1999 unter dem Titel Lexikon der berühmten Tiere. Von Alf und Donald Duck bis Pu der Bär und Ledas Schwan. ISBN 3-492-22684-1.)
- Keine Ahnung. Erzählungen. Suhrkamp, Frankfurt am Main 1999, ISBN 3-518-39535-1.
- (mit Thies Völker) Lexikon berühmter Pflanzen. Vom Adamsapfel zu den Peanuts. Sanssouci, Zürich 1999, ISBN 3-7254-1161-1 (als TB 2002, ISBN 3-548-60198-7).
- Regenroman. Eichborn, Frankfurt am Main 1999. (als TB 2005, ISBN 3-548-60603-2.)
- Dies ist kein Liebeslied. Roman. Eichborn, Frankfurt am Main 2002. (als TB 2004, ISBN 3-442-45603-7.)
- Weihnachten mit Thomas Müller. Illustrationen von Petra Kolitsch, Eichborn, Frankfurt am Main 2003, ISBN 3-8218-0747-4.
- Die entführte Prinzessin. Von Drachen, Liebe und anderen Ungeheuern. Roman. Eichborn, Frankfurt am Main 2005. (als TB 2007, ISBN 978-3-442-46142-4.)
- Thomas Müller und der Zirkusbär. Illustrationen von Petra Kolitsch. Eichborn, Frankfurt am Main 2006, ISBN 3-8218-0778-4.
- Taxi. Roman. Eichborn, Frankfurt am Main 2008, ISBN 978-3-8218-0953-3 (2015 verfilmt)
- Anständig essen. Ein Selbstversuch. Galiani, Berlin 2011, ISBN 978-3-86971-028-0.
- Grrrimm. Galiani, Berlin 2012, ISBN 978-3-86971-064-8.
- Warum die Sache schiefgeht. Wie Egoisten, Hohlköpfe und Psychopathen uns um die Zukunft bringen. Essay. Galiani, Berlin 2014, ISBN 978-3-86971-100-3.
- Macht. Roman. Galiani, Berlin 2016, ISBN 978-3-86971-008-2.
- Fräulein Nettes kurzer Sommer. Roman. Galiani, Berlin 2018, ISBN 978-3-86971-138-6.
- Sisi. Roman. Galiani, Berlin 2022, ISBN 978-3-86971-210-9.

### Veröffentlichungen in Anthologien (Auswahl)
- in: Küßt mir aus der Brust das Leben! Edition Postskriptum zu Klampen Verlag, Lüneburg 1998, ISBN 3-933156-43-2.
- Sklavenmarkt in Tanger. (Erotische Kurzgeschichte) In: Susann Rehlein (Hrsg.): Bitte streicheln Sie hier! Eichborn, Berlin/Frankfurt am Main 2000, ISBN 3-8218-0680-X.
- in: Anne Enderlein, Cornelia Kister (Hrsg.): Eiszeit. Aufbau Verlag, Berlin 2000, ISBN 3-7466-1631-X.
- in: Anne Enderlein (Hrsg.): Weihnachten und andere Katastrophen. Ullstein Verlag, 2002, ISBN 3-548-25578-7.
- in: Sabine Blau (Hrsg.): Geschichten zum Rotwerden. Piper Verlag, 2007, ISBN 978-3-492-26203-3.
- in: Liane Dirks (Hrsg.): Das Buch vom besinnlichen November. Sanssouci-Verlag im Carl Hanser Verlag, 2007, ISBN 978-3-8363-0043-8.

### Artikel (Auswahl)
- Romanfolge (Nr. 33). In: Die Zeit, Nr. 35/1999
- Amok (II). In: Die Zeit, Nr. 46/1999; Essay
- Ein Dummbatz? Selber doof! In: Der Spiegel. Nr. 17, 2000 (online – Essay).
- Wehe, wenn sie losgelassen. Essay. In: Emma, Januar 2004
- Die Froschbraut in der deutschen Vogue 12/2005 (wurde 2012 überarbeitet in Grrrimm veröffentlicht)
- Zwergenidyll. In: Süddeutsche Zeitung, Wochenende 3./4./5. Juni 2006; Kurzgeschichte (wurde 2012 überarbeitet in Grrrimm veröffentlicht)
- Der geduldige Prinz. In: Park Avenue, Nr. 7, Juli 2006 (wurde überarbeitet 2012 in Grrrimm veröffentlicht)
- Feminismus: „Das einstige Wohlwollen hat sich in etwas Hartes verwandelt“. In: Die Zeit, Nr. 35/2006; Essay zur Notwendigkeit des Feminismus.
- Knut, Knautschke und Co. In: Die Zeit, Nr. 18/2007; Berühmte Zootiere
- Umfrage-Tagebuch. In: Die Zeit, Nr. 12/2010
- Bruder Lustig im Süddeutsche Zeitung Magazin Nr. 51, 23. Dezember 2010 (wurde überarbeitet 2012 in Grrrimm veröffentlicht)
- Das Leiden der Anderen. In: die tageszeitung, 24. Dezember 2010; Essay

### Hörspielbearbeitungen
- 2008: Thomas Müller und der Zirkusbär, Bearbeitung und Regie: Margret Nonhoff, Produktion: DRS
- 2023: Sisi (vierteiliges Hörspiel), Bearbeitung und Regie: Martin Heindel, Komposition: Maximilian Lindinger, Martina Eisenreich. Mit Mavie Hörbiger, Johannes Silberschneider, Axel Milberg, Jule Ronstedt, Stefan Merki, Martin Feifel, Thomas Loibl u. v. a. Produktion: Bayerischer Rundfunk. Als Podcast/Download im BR Hörspiel Pool[19]